# Eien pressure
Eien pressure (永遠プレッシャ?, Eien puresshā) è il 29° singolo del gruppo di idol giapponesi AKB48, pubblicato nel dicembre 2012.

## Tracce

### Tipo A
CD
1. Eien pressure (永遠プレッシャー)
2. Totteoki Christmas (とっておきクリスマス)
3. Tsuyogari tokei (強がり時計) – SKE48
4. Eien pressure off vocal ver. (永遠プレッシャー off vocal ver.)
5. Totteoki Christmas off vocal ver. (とっておきクリスマス off vocal ver.)
6. Tsuyogari tokei off vocal ver. (強がり時計 off vocal ver.)

DVD
1. Eien pressure Music Video (永遠プレッシャー Music Video)
2. Totteoki Christmas Music Video (とっておきクリスマス Music Video)
3. Tsuyogari tokei Music Video (強がり時計 Music Video)
4. Team B oshi (チームB推し Music Video Chīmu Bī oshi)
5. 29th Single Senbatsu Janken Taikai Document (Zenpen) (29thシングル選抜じゃんけん大会ドキュメント（前編）)

### Tipo B
CD
1. Eien pressure (永遠プレッシャー Eien puresshā)
2. Totteoki Christmas (とっておきクリスマス Totteoki Kurisumasu)
3. Ha! (HA!) – NMB48
4. Eien Pressure off vocal ver. (永遠プレッシャー off vocal ver.)
5. Totteoki Christmas off vocal ver. (とっておきクリスマス off vocal ver.)
6. Ha! off vocal ver. (HA! off vocal ver.)

DVD
1. Eien pressure Music Video (永遠プレッシャー Music Video)
2. Totteoki Christmas Music Video (とっておきクリスマス Music Video)
3. Ha! Music Video (HA! Music Video)
4. First Rabbit Music Video (ファースト・ラビット Music Video)
5. 29th Single Senbatsu Janken Taikai Document (Chūhen) (29thシングル選抜じゃんけん大会ドキュメント（中編）)

### Tipo C
CD
1. Eien pressure (永遠プレッシャー)
2. Totteoki Christmas (とっておきクリスマス)
3. Hatsukoi buttefly (初恋バタフライ) – HKT48
4. Eien pressure off vocal ver. (永遠プレッシャー off vocal ver.)
5. Totteoki Christmas off vocal ver. (とっておきクリスマス off vocal ver.)
6. Hatsukoi buttefly off vocal ver. (初恋バタフライ off vocal ver.)

DVD
1. Eien pressure Music Video (永遠プレッシャー Music Video)
2. Totteoki Christmas Music Video (とっておきクリスマス Music Video)
3. Hatsukoi butterfly Music Video (初恋バタフライ Music Video)
4. Sakura no hanabiratachi (Maeda Atsuko solo ver.) Music Video (桜の花びら〜前田敦子solo ver.〜 Music Video)
5. 29th Single Senbatsu Janken Taikai Document (Kōhen) (29thシングル選抜じゃんけん大会ドキュメント（後編）)

### Tipo D
CD
1. Eien pressure (永遠プレッシャー)
2. Totteoki Christmas (とっておきクリスマス)
3. Eien yori tsuzuku yō ni (永遠より続くように) – OKL48
4. Eien pressure off vocal ver. (永遠プレッシャー off vocal ver.)
5. Totteoki Christmas off vocal ver. (とっておきクリスマス off vocal ver.)
6. Eien yori tsuzuku yō ni off vocal ver. (永遠より続くように off vocal ver.)

DVD
1. Eien pressure Music Video (永遠プレッシャー Music Video)
2. Totteoki Christmas Music Video (とっておきクリスマス Music Video)
3. Eien yori tsuzuku yō ni Music Video (永遠より続くように Music Video)